# Brindisi FC
Brindisi Football Club, zkráceně jen Brindisi je italský fotbalový klub hrající v sezóně 2024/25 ve 4. italské fotbalové lize sídlící ve městě Brindisi v regionu Apulie.

## Změny názvu klubu
- 1912/13 – 1971/72 – Polisportiva Brindisi Sport (Polisportiva Brindisi Sport)
- 1972/73 – 1989/90 – Brindisi Sport (Brindisi Sport)
- 1990/91 – 2003/04 – Brindisi Calcio (Brindisi Calcio)
- 2004/05 – 2010/11 – Football Brindisi 1912 (Football Brindisi 1912)
- 2011/12 – 2014/15 – Calcio Città di Brindisi (Calcio Città di Brindisi)
- 2015/16 – 2016/17 – ASD Brindisi (Associazione Sportiva Dilettantistica Brindisi)
- 2017/18 – 2022/23 – SSD Brindisi FC (Società Sportiva Dilettantistica Brindisi Football Club)
- 2023/24 – Brindisi FC (Brindisi Football Club)

## Získané trofeje

### Vyhrané domácí soutěže
- 3. italská liga ( 1× )

1971/72
- 4. italská liga ( 3× )

1967/68, 1984/85, 2022/23

## Účast v ligách
| Úroveň soutěže | Název soutěže (nynější název) | První hraná sezona | Poslední hraná sezona | celkem odehraných sezon |
| -------------- | ----------------------------- | ------------------ | --------------------- | ----------------------- |
| 2              | Serie B                       | 1946/47            | 1975/76               | 6                       |
| 3              | Serie C                       | 1930/31            | 2023/24               | 23                      |
| 4              | Serie D                       | 1929/30            | 2024/25               | 30                      |
| 5              | Eccellenza                    | 1990/91            | 2018/19               | 14                      |

## Trenéři

### Známí trenéři v klubu
- Luís Vinício (1969–1970, 1971–1973)
- Héctor Puricelli (1975–1976)